# Richard Abbey
Richard Abbey, né le 9 mars 1841 au Royaume-Uni et mort à l'âge de 72 ans le 18 novembre 1913 à Yokohama au Japon, est un ingénieur britannique qui fut conseiller étranger au Japon durant l'ère Meiji.
Le 16 octobre 1874, il signe un contrat pour devenir ingénieur au ministère japonais des Travaux publics dans le département des télécommunications. Il arrive à Yokohama le 21 février 1875 et est immédiatement nommé responsable de la construction du télégraphe entre Yokohama et Kobe. Son contrat est prolongé en 1877 et il commence à former des apprentis. Il aurait vraisemblablement effectué le premier message télégraphique sur la nouvelle ligne en 1880, l'année de l'expiration de son contrat.  
En 1881, il est employé par H. MacArthur, courtier naval et agent des douanes. De 1882 à 1886, il travaille comme agent de douane indépendant et de 1887 à 1891 pour le service postal Sitt & Scott.
De 1892 à 1901, il est employé par la Nippon Yusen Kaisha puis pour la compagnie de John W. Hall à partir de 1902 dont son fils Tom Abbey est directeur.
Richard Abbey était un passionné de botanique et avait une grande connaissance de la flore japonaise.